# وزارة عدلي يكن باشا الأولى
وزارة عدلي يكن باشا الأولى هي الوزارة الثامنة والعشرون في مصر، صدر الأمر السلطاني بتشكيلها في 16 مارس 1921. قدمت الوزارة استقالتها في 8 ديسمبر 1921 وقُبلت الاستقالة في 24 ديسمبر 1921.

## أعضاء الحكومة
| الوزارة                | الوزير                                                 | تعديل مايو 1921   |
| ---------------------- | ------------------------------------------------------ | ----------------- |
| رئيس مجلس الوزراء      | عدلي يكن باشا                                          |                   |
| نائب رئيس مجلس الوزراء | حسين رشدي باشا (منصب مستحدث)                           |                   |
| وزير الداخلية          | عبد الخالق ثروت باشا                                   |                   |
| وزير الحقانية          | عبد الفتاح يحيى باشا                                   |                   |
| وزير المالية           | إسماعيل صدقي باشا                                      |                   |
| وزير الأشغال العمومية  | محمد شفيق باشا                                         |                   |
| وزير الحربية والبحرية  | محمد شفيق باشا (إلى جانب منصبه وزيرًا للأشغال العمومية) | إبراهيم فتحي باشا |
| وزير المعارف العمومية  | جعفر ولي باشا                                          |                   |
| وزير الأوقاف           | أحمد مدحت يكن باشا                                     |                   |
| وزير الزراعة           | نجيب بطرس غالي باشا                                    |                   |
| وزير المواصلات         | أحمد زيور باشا                                         |                   |

## تعديلات
- في مايو 1921 أسندت وزارة الحربية والبحرية إلى إبراهيم فتحي باشا واحتفظ محمد شفيق باشا بالأشغال العمومية فقط.[4][5]

## وصلات داخلية
- قائمة رؤساء مجلس وزراء مصر